# DécaNation 2017
DécaNation 2017 – trzynasta edycja DécaNation, która odbyła się 9 września 2017 roku na stadionie Stade du Lac de Maine w Angers. Zawody wygrały Stany Zjednoczone przed Francją i Polską.

## Uczestnicy
W zawodach uczestniczyły zespoły: Francji, Polski, Ukrainy, USA, Japonii, Chin oraz Bałkany.
Bałkany – zespół skupiał uczestników, którzy reprezentowali państwa bałkańskie; Bośnię i Hercegowinę, Chorwację, Grecję, Rumunię, Serbię i Turcję.
Polska wystawia bardzo młody zespół, średnia wieku 23 lata.

## Konkurencje lekkoatletyczne
|           | 100 m | 200 m | 400 m | 800 m | 2000 m | 110 / 100 m przez płotki | Skok wzwyż | Skok o tyczce | Skok w dal | Trójskok | Pchnięcie kulą | Rzut dyskiem | Rzut młotem | Rzut oszczepem |
| --------- | ----- | ----- | ----- | ----- | ------ | ------------------------ | ---------- | ------------- | ---------- | -------- | -------------- | ------------ | ----------- | -------------- |
| Mężczyźni | •     | •     | •     | •     | •      | •                        |            | •             | •          |          | •              |              |             | •              |
| Kobiety   | •     | •     | •     | •     | •      | •                        | •          |               |            | •        |                | •            | •           |                |

Poza konkursem został rozegrany mieszany bieg rozstawny 4 x 400 m, który wygrała Polska, przed Japonią i Ukrainą.

## Klasyfikacja drużynowa
Punktacja: 1. miejsce – 8 pkt, 2. – 6…, 7. miejsce – 1 pkt.
| Miejsce | Zespół  | Ilość punktów |
| ------- | ------- | ------------- |
| 1       | USA     | 122           |
| 2       | Francja | 103           |
| 3       | Polska  | 95            |
| 4       | Japonia | 80            |
| 5       | Bałkany | 76            |
| 6       | Ukraina | 65            |
| 7       | Chiny   | 25            |

## Wyniki poszczególnych konkurencji

### Bieg na 100 m
|         | Mężczyźni              | Mężczyźni         | Mężczyźni |  | Kobiety                | Kobiety           | Kobiety |
| Pozycja | Zawodnik               | Zespół            | Wynik     |  | Zwawodniczka           | Zespół            | Wynik   |
| ------- | ---------------------- | ----------------- | --------- |  | ---------------------- | ----------------- | ------- |
| 1.      | Jimmy Vicaut           | Francja           | 10,05     |  | Barbara Pierre         | Stany Zjednoczone | 11,27   |
| 2.      | Jak Ali Harvey         | Bałkany           | 10,06     |  | Anna Kiełbasińska      | Polska            | 11,46   |
| 3.      | Wenyi Luo              | Chiny             | 10,62     |  | Orlann Ombissa-Dzangue | Francja           | 11,47   |
| 4.      | Bernard Lee            | Stany Zjednoczone | 10,62     |  | Kana Ichikawa          | Japonia           | 11,75   |
| 5.      | Przemysław Słowikowski | Polska            | 10,71     |  | Jana Kaczur            | Ukraina           | 11,88   |
| 6.      | Takumi Kuki            | Japonia           | 10,78     |  | Milana Tirnanić        | Bałkany           | 11,96   |
| 7.      | Emil Ibragimov         | Ukraina           | 10,92     |  | Ping Wang              | Chiny             | 12,35   |

### Bieg na 200 m
|         | Mężczyźni           | Mężczyźni         | Mężczyźni |  | Kobiety             | Kobiety           | Kobiety |
| Pozycja | Zawodnik            | Zespół            | Wynik     |  | Zwawodniczka        | Zespół            | Wynik   |
| ------- | ------------------- | ----------------- | --------- |  | ------------------- | ----------------- | ------- |
| 1.      | Christophe Lemaitre | Francja           | 20,36     |  | Courtney Okolo      | Stany Zjednoczone | 23,41   |
| 2.      | Shota Hara          | Japonia           | 20,65     |  | Anna Kiełbasińska   | Polska            | 23,68   |
| 3.      | Serhij Smełyk       | Ukraina           | 20,97     |  | Alina Kalistratova  | Ukraina           | 24,35   |
| 4.      | Wenyi Luo           | Chiny             | 21,14     |  | Saori Imai          | Japonia           | 24,60   |
| 5.      | Karol Zalewski      | Polska            | 21,21     |  | Amandine Brossier   | Francja           | 25,39   |
| 6.      | Panajotis Triwizas  | Bałkany           | 21,47     |  | Camelia Florina Gal | Bałkany           | 25,68   |
| 7.      | Bernard Lee         | Stany Zjednoczone | 22,06     |  | Ping Wang           | Chiny             | 26,81   |

### Bieg na 400 m
|         | Mężczyźni         | Mężczyźni         | Mężczyźni |  | Kobiety             | Kobiety           | Kobiety |
| Pozycja | Zawodnik          | Zespół            | Wynik     |  | Zwawodniczka        | Zespół            | Wynik   |
| ------- | ----------------- | ----------------- | --------- |  | ------------------- | ----------------- | ------- |
| 1.      | Vernon Norwood    | Stany Zjednoczone | 46,45     |  | Courtney Okolo      | Stany Zjednoczone | 51,96   |
| 2.      | Dariusz Kowaluk   | Polska            | 46,95     |  | Bianca Răzor        | Bałkany           | 52,98   |
| 3.      | Teddy Atine-Venel | Francja           | 47,44     |  | Estelle Perrossier  | Francja           | 53,71   |
| 4.      | Mateo Ružić       | Bałkany           | 48,10     |  | Aleksandra Gaworska | Polska            | 53,98   |
| 5.      | Kentaro Sato      | Japonia           | 48,18     |  | Kateryna Kłymiuk    | Ukraina           | 54,61   |
| 6.      | Witalij Butrym    | Ukraina           | 48,81     |  | Konomi Takeishi     | Japonia           | 54,78   |
| 7.      | Shuo Shang        | Chiny             | 49,10     |  |                     |                   |         |

### Bieg na 800 m
|         | Mężczyźni          | Mężczyźni         | Mężczyźni |  | Kobiety              | Kobiety           | Kobiety |
| Pozycja | Zawodnik           | Zespół            | Wynik     |  | Zwawodniczka         | Zespół            | Wynik   |
| ------- | ------------------ | ----------------- | --------- |  | -------------------- | ----------------- | ------- |
| 1.      | Shō Kawamoto       | Japonia           | 1:48,50   |  | Sofia Ennaoui        | Polska            | 2:05,72 |
| 2.      | Jesse Garn         | Stany Zjednoczone | 1:49,28   |  | Ayano Shiomi         | Japonia           | 2:06,19 |
| 3.      | Jewhen Hucoł       | Ukraina           | 1:49,54   |  | Kenyetta Iyevbelle   | Stany Zjednoczone | 2:08,77 |
| 4.      | Mateusz Borkowski  | Polska            | 1:49,84   |  | Lilija Łobanowa      | Ukraina           | 2:10,06 |
| 5.      | Abedin Mujezonović | Bałkany           | 1:50,63   |  | Manon Fage           | Francja           | 2:10,97 |
| 6.      | Samir Dahmani      | Francja           | 1:50,92   |  | Konstantina Janopulu | Bałkany           | 2:15,61 |
| 7.      | Jinghao Chen       | Chiny             | 1:55,78   |  | Wei Zang             | Chiny             | 2:32,68 |

### Bieg na 2000 m
|         | Mężczyźni                   | Mężczyźni         | Mężczyźni |  | Kobiety         | Kobiety           | Kobiety |
| Pozycja | Zawodnik                    | Zespół            | Wynik     |  | Zwawodniczka    | Zespół            | Wynik   |
| ------- | --------------------------- | ----------------- | --------- |  | --------------- | ----------------- | ------- |
| 1.      | Mahiedine Mekhissi-Benabbad | Francja           | 5:22,85   |  | Shannon Rowbury | Stany Zjednoczone | 5:48,22 |
| 2.      | Hiroki Matsueda             | Japonia           | 5:23,15   |  | Martyna Galant  | Polska            | 5:50.54 |
| 3.      | Grzegorz Kalinowski         | Polska            | 5:23,57   |  | Nozomi Tanaka   | Japonia           | 5:53,47 |
| 4.      | Donald Cabral               | Stany Zjednoczone | 5:23,88   |  | Amela Terzić    | Bałkany           | 5:56,54 |
| 5.      | Yuriy Kishenko              | Ukraina           | 5:24,58   |  | Elodie Normand  | Francja           | 6:00,64 |
| 6.      | Mitko Cenow                 | Bałkany           | 5:34,58   |  | Olena Zhushmann | Ukraina           | 6:26,74 |
| 7.      | Jinghao Chen                | Chiny             | 6:11,43   |  | Wei Zang        | Chiny             | 6:45,91 |

### Bieg na 110 / 100 m przez płotki
|         | Mężczyźni (110 m przez płotki) | Mężczyźni (110 m przez płotki) | Mężczyźni (110 m przez płotki) |  | Kobiety (100 m przez płotki) | Kobiety (100 m przez płotki) | Kobiety (100 m przez płotki) |
| Pozycja | Zawodnik                       | Zespół                         | Wynik                          |  | Zwawodniczka                 | Zespół                       | Wynik                        |
| ------- | ------------------------------ | ------------------------------ | ------------------------------ |  | ---------------------------- | ---------------------------- | ---------------------------- |
| 1.      | Garfield Darien                | Francja                        | 13,57                          |  | Kristi Castlin               | Stany Zjednoczone            | 12,95                        |
| 2.      | Shunya Takayama                | Japonia                        | 13,74                          |  | Karolina Kołeczek            | Polska                       | 13,13                        |
| 3.      | Aleec Harris                   | Stany Zjednoczone              | 13,84                          |  | Hanna Płoticyna              | Ukraina                      | 13,14                        |
| 4.      | Artem Szamatryn                | Ukraina                        | 14,20                          |  | Ayako Kimura                 | Japonia                      | 13,42                        |
| 5.      | Dawid Żebrowski                | Polska                         | 14,26                          |  | Laura Valette                | Francja                      | 13,42                        |
| 6.      | Cosmin Dumitrache              | Bałkany                        | 14,56                          |  | Elisavet Esiridou            | Bałkany                      | 13,59                        |
| 7.      |                                |                                |                                |  | Ru Deng                      | Chiny                        | 13,91                        |

### Skok o tyczce / Skok wzwyż
|         | Mężczyźni (skok o tyczce) | Mężczyźni (skok o tyczce) | Mężczyźni (skok o tyczce) |  | Kobiety (skok wzwyż)  | Kobiety (skok wzwyż) | Kobiety (skok wzwyż) |
| Pozycja | Zawodnik                  | Zespół                    | Wynik                     |  | Zwawodniczka          | Zespół               | Wynik                |
| ------- | ------------------------- | ------------------------- | ------------------------- |  | --------------------- | -------------------- | -------------------- |
| 1.      | Sam Kendricks             | Stany Zjednoczone         | 5,75 m                    |  | Oksana Okuniewa       | Ukraina              | 1,88 m               |
| 2.      | Kévin Menaldo             | Francja                   | 5,60 m                    |  | Elizabeth Patterson   | Stany Zjednoczone    | 1,85 m               |
| 3.      | Seito Yamamoto            | Japonia                   | 5,50 m                    |  | Marija Vuković        | Bałkany              | 1,82 m               |
| 4.      | Robert Sobera             | Polska                    | 5,00 m                    |  | Prisca Duvernay       | Francja              | 1,79 m               |
| 5.      | Władysław Małychin        | Ukraina                   | 5,00 m (xxx)              |  | Nagis Takahashi       | Japonia              | 1,73 m               |
| 6.      | Ivan Horvat               | Bałkany                   | 5,00 m (xxx)              |  | Jingyi Liu            | Chiny                | 1,73 m               |
| 7.      |                           |                           |                           |  | Aleksandra Nowakowska | Polska               | 1,73 m               |

### Skok w dal / Trójskok
|         | Mężczyźni (skok w dal) | Mężczyźni (skok w dal) | Mężczyźni (skok w dal) |  | Kobiety (trójskok)    | Kobiety (trójskok) | Kobiety (trójskok) |
| Pozycja | Zawodnik               | Zespół                 | Wynik                  |  | Zwawodniczka          | Zespół             | Wynik              |
| ------- | ---------------------- | ---------------------- | ---------------------- |  | --------------------- | ------------------ | ------------------ |
| 1.      | Mike Hartfield         | Stany Zjednoczone      | 7,86 m                 |  | Jeanine Assani Issouf | Francja            | 13,62 m            |
| 2.      | Lazar Anić             | Bałkany                | 7,67 m                 |  | Carmen Toma           | Bałkany            | 13,48 m            |
| 3.      | Serhij Nykyforow       | Ukraina                | 7,60 m                 |  | Kaede Miyasaka        | Japonia            | 13,27 m            |
| 4.      | Raihau Maiau           | Francja                | 7,56 m                 |  | Andrea Geubelle       | Stany Zjednoczone  | 13,04 m            |
| 5.      | Shouratou Shiroyama    | Japonia                | 7,41 m                 |  | Rusłana Cychoćka      | Ukraina            | 12,82 m            |
| 6.      | Zhiming Yun            | Chiny                  | 7,37 m                 |  | Małgorzata Kiełbasa   | Polska             | 12,17 m            |
| 7.      | Mateusz Różański       | Polska                 | 7,14 m                 |  |                       |                    |                    |

### Pchnięcie kulą / Rzut dyskiem
|         | Mężczyźni (pchnięcie kulą) | Mężczyźni (pchnięcie kulą) | Mężczyźni (pchnięcie kulą) |  | Kobiety (rzut dyskiem)   | Kobiety (rzut dyskiem) | Kobiety (rzut dyskiem) |
| Pozycja | Zawodnik                   | Zespół                     | Wynik                      |  | Zwawodniczka             | Zespół                 | Wynik                  |
| ------- | -------------------------- | -------------------------- | -------------------------- |  | ------------------------ | ---------------------- | ---------------------- |
| 1.      | Ryan Crouser               | Stany Zjednoczone          | 21,77 m                    |  | Mélina Robert-Michon     | Francja                | 60,06 m                |
| 2.      | Michał Haratyk             | Polska                     | 21,38 m                    |  | Dragana Tomašević        | Bałkany                | 57,99 m                |
| 3.      | Mesud Pezer                | Bałkany                    | 20,18 m                    |  | Daria Zabawska           | Polska                 | 57,71 m                |
| 4.      | Frédéric Dagée             | Francja                    | 18,81 m                    |  | Natalija Fokina-Semenowa | Ukraina                | 57,32 m                |
| 5.      | Wiktor Samluk              | Ukraina                    | 18,66 m                    |  | Gia Lewis-Smallwood      | Stany Zjednoczone      | 56,18 m                |
| 6.      | Hayato Yamamoto            | Japonia                    | 16,93 m                    |  | Ai Shikimoto             | Japonia                | 50,18 m                |

### Rzut oszczepem / Rzut młotem
|         | Mężczyźni (rzut oszczepem) | Mężczyźni (rzut oszczepem) | Mężczyźni (rzut oszczepem) |  | Kobiety (rzut młotem) | Kobiety (rzut młotem) | Kobiety (rzut młotem) |
| Pozycja | Zawodnik                   | Zespół                     | Wynik                      |  | Zwawodniczka          | Zespół                | Wynik                 |
| ------- | -------------------------- | -------------------------- | -------------------------- |  | --------------------- | --------------------- | --------------------- |
| 1.      | Marcin Krukowski           | Polska                     | 78,19 m                    |  | Malwina Kopron        | Polska                | 72,03 m               |
| 2.      | Branko Paukovic            | Bałkany                    | 74,54 m                    |  | DeAnna Price          | Stany Zjednoczone     | 70,60 m               |
| 3.      | Riley Dolezal              | Stany Zjednoczone          | 74,08 m                    |  | Zalina Marghieva      | Bałkany               | 69,68 m               |
| 4.      | Lukas Moutarde             | Francja                    | 69,08 m                    |  | Alexandra Tavernier   | Francja               | 65,58 m               |
| 5.      | Fumitaka Saitoh            | Japonia                    | 67,04 m                    |  | Lu Wang               | Chiny                 | 63,83 m               |
| 6.      | Sheng Deng                 | Chiny                      | 66,64 m                    |  | Iryna Nowożyłowa      | Ukraina               | 60,70 m               |
| 7.      | Dmytro Szeremet            | Ukraina                    | 66,29 m                    |  | Hitomi Katsuyama      | Japonia               | 57,22 m               |